# Thure Ahlberg

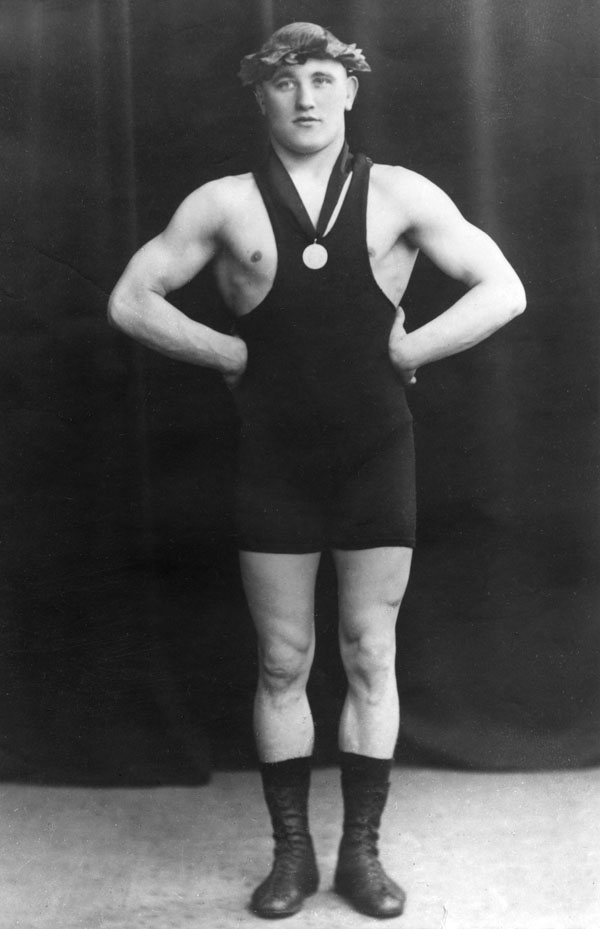
Thure Ahlberg.

Theodor (Thure) Rudolf Ahlberg, född den 14 januari 1893 i Esbo, död den 17 augusti 1967 i Helsingfors, var en finländsk brottare.
Ahlberg, som tävlade för Helsingin Jyry, vann finska mästerskapet i lättvikt 1915–1917. Han brottades flera gånger oavgjort mot Emil Väre. Ahlbergs brottning var tekniskt fulländad. Han vann ofta snabba fallsegrar.